# Ivett Szepesi
Ivett Szepesi (în maghiară ˈivɛtː sɛpɛʃi; n. 4 februarie 1986, în Pincehely) este o handbalistă din Ungaria care joacă pentru Győri Audi ETO KC pe postul de extremă stânga.

## Palmares
- Nemzeti Bajnokság I:
  - Câștigătoare: 2013, 2014

- Magyar Kupa:
  -  Câștigătoare: 2013, 2014

- Liga Campionilor EHF:
  -  Câștigătoare: 2013, 2014